# Piotr Tadeusz Bohomolec
Piotr Tadeusz Bohomolec herbu Bogoria (XVIII w.) – poseł sejmowy, sędzia, starosta dworzycki, starosta kruszyński, stolnik witebski, kawaler orderu św. Stanisława

## Życiorys
Był jednym z 7 synów Pawła Józefa Bohomolca, starosty dworzyskiego, i Franciszki z Cedrowskich. Jego braćmi byli m.in. Franciszek Bohomolec, jezuita i dramatopisarz, oraz Jan Bohomolec, jezuita, matematyk i filozof.
Deputat i podskarbi trybunału litewskiego (1751), starosta dworzycki (1757), stolnik witebski (1762, 1764), sędzia ziemski (1765), pisarz ziemski (1766). Wielokrotnie wybierany posłem na sejmy (1758, 1764, 1767–1768). Poseł województwa witebskiego na sejm konwokacyjny 1764 roku. Podpisał elekcję Stanisława Augusta. Na sejmie Delegacyjnym wsławił się mężną postawą sprzeciwiając się Repninowi w sprawie uszczuplenia praw katolików.
Prezydował w wyższym sądzie ziemskim gub. połockiej (1777). Starosta kruszyński (1789). W 1789 odznaczony orderem św. Stanisława.
Poślubił Eleonorę Wyszyńską, z którą miał synów:
- Romualda, marszałka guberni witebskiej, właściciela dóbr Rozentowo w pow. rzeżyckim. W 1811 r. Romuald poślubił Teresę Felkerzamb herbu własnego (1786–1862), córkę marszałka dynaburskiego, podskarbiego inflanckiego i szambelana JKMci Antoniego Felkerzamb i Ksawery Teresy z Weissenhoffów. Romuald z Teresą mieli córkę Józefę Bohomolec – od 1836 r. żonę marszałka Justyniana Niemirowicza-Szczytta; i syna Michała Bohomolca, ożenionego z Adelą Depret.
- Stanisława, marszałka powiatu witebskiego, ożenionego z Dorotą Felkerzamb (siostrą Teresy)[5][6][7].